# Liste der Monuments historiques in Frasne
Die Liste der Monuments historiques in Frasne führt die Monuments historiques in der französischen Gemeinde Frasne auf.

## Liste der Immobilien
| Bezeichnung       | Beschreibung                                  | Standort          | Kennzeichnung | Schutzstatus | Datum | Bild |
| ----------------- | --------------------------------------------- | ----------------- | ------------- | ------------ | ----- | ---- |
| Gefallenendenkmal | 1922/23 errichtet, Bildhauer Georges Laëthier | Grande Rue (Lage) | PA25000096    | Inscrit      | 2022  |      |

## Liste der Objekte
| Bezeichnung                    | Beschreibung                                                            | Standort                        | Kennzeichnung | Schutzstatus | Datum | Bild |
| ------------------------------ | ----------------------------------------------------------------------- | ------------------------------- | ------------- | ------------ | ----- | ---- |
| Gemälde La Manne               | Ölfarbe auf Leinwand, Holzrahmen, 18. Jahrhundert; nach Nicolas Poussin | in der Kirche St-Georges (Lage) | PM25000733    | Classé       | 1978  |      |
| Statuenrliquiar Heiliger Georg | Metall, versilbert, 19. Jahrhundert                                     | in der Kirche St-Georges (Lage) | PM25000734    | Classé       | 1978  |      |
| Kelch und Patene               | Silber, vergoldet, bezeichnet 1777, Goldschmied Jean-François Thiébaud  | in der Kirche St-Georges (Lage) | PM25000735    | Classé       | 1978  |      |
| Linker Seitenaltar             | Altartisch; Marmor, Ende des 18. Jahrhunderts                           | in der Kirche St-Georges (Lage) | PM25002127    | Inscrit      | 1978  |      |
| Rechter Seitenaltar            | Altartisch; Holz, farbig gefasst, um 1800                               | in der Kirche St-Georges (Lage) | PM25002128    | Inscrit      | 1978  |      |
| Zwei Beichtstühle              | Holz, 19. Jahrhundert                                                   | in der Kirche St-Georges (Lage) | PM25002129    | Inscrit      | 1978  |      |
| Wandkonsole                    | Holz, 18. Jahrhundert                                                   | in der Kirche St-Georges (Lage) | PM25002130    | Inscrit      | 1978  |      |
| Skulptur Maria immaculata      | Holz, vergoldet, 19. Jahrhundert                                        | in der Kirche St-Georges (Lage) | PM25002131    | Inscrit      | 1978  |      |
| Skulptur eines Diakons         | Holz, 18. Jahrhundert                                                   | in der Kirche St-Georges (Lage) | PM25002132    | Inscrit      | 1978  |      |
| Reliquienmonstranz             | Metall, versilbert, 19. Jahrhundert                                     | in der Kirche St-Georges (Lage) | PM25002133    | Inscrit      | 1978  |      |
| Osterleuchter                  | Holz, 18. Jahrhundert                                                   | in der Kirche St-Georges (Lage) | PM25002134    | Inscrit      | 1978  |      |
| Skulptur eines Priesters       | Holz, 18. Jahrhundert                                                   | in der Kirche St-Georges (Lage) | PM25002294    | Inscrit      | 1978  |      |